# Gisèle Ory

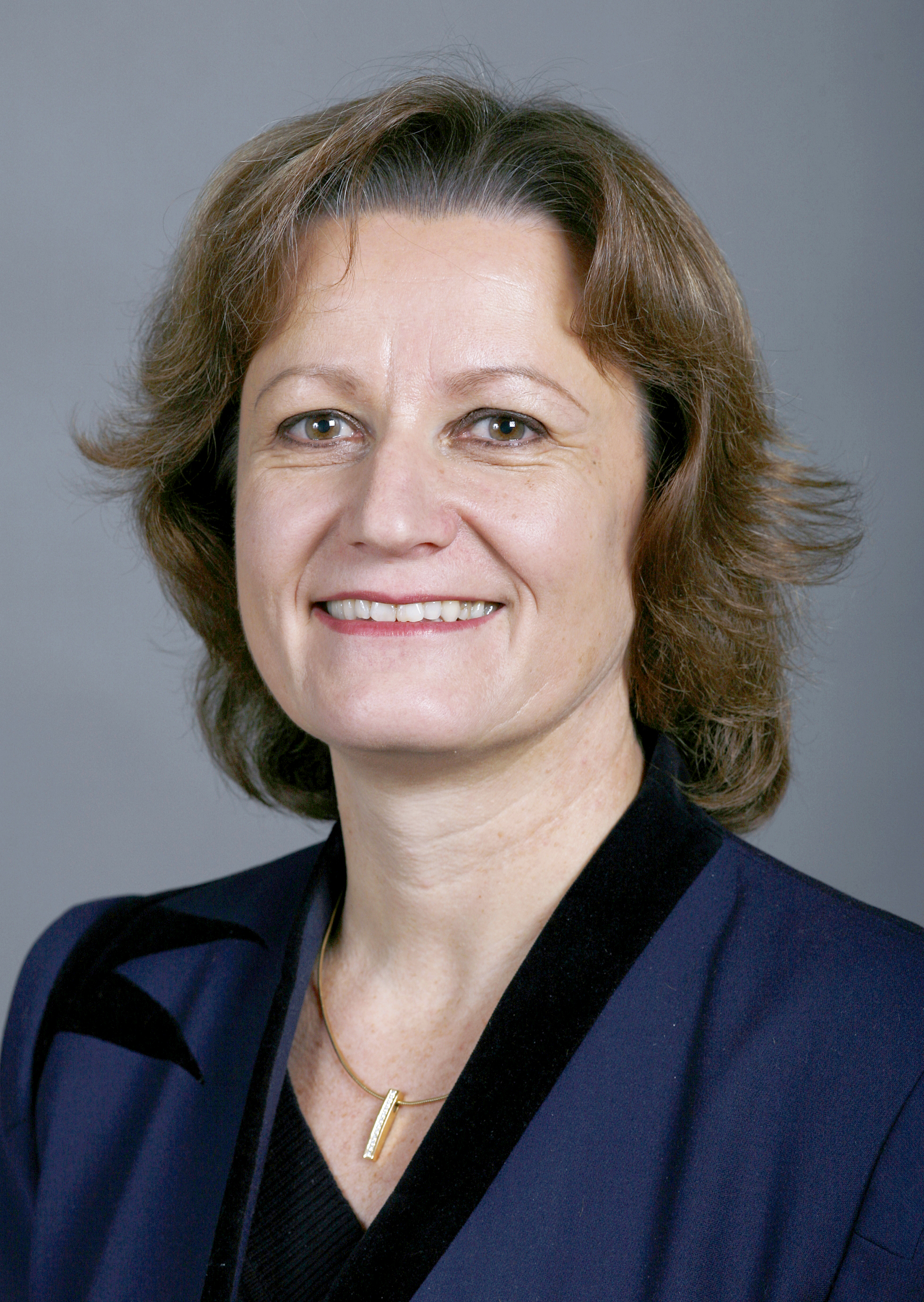
Gisèle Ory

Gisèle Ory (* 30. April 1956 in Biel, heimatberechtigt in Hausen am Albis) ist eine Schweizer Politikerin (SP).

## Biografie
Ory ist die Tochter des Schulleiters und Politikers André Ory. Sie begann ihre politische Laufbahn im Juni 1996 als Gemeinderätin (Exekutive) von Chézard-Saint-Martin, wo sie von 1999 bis 2000 Gemeindepräsidentin war. Von 2001 bis 2007 war sie Abgeordnete des Grossen Rats des Kantons Neuenburg, den sie im letzten Jahr ihrer Amtszeit präsidierte. Von den Wahlen im Oktober 2003 bis September 2009 sass sie im Ständerat. 2009 wurde sie in den Neuenburger Staatsrat gewählt, wo sie das Gesundheits- und Sozialdepartement übernahm.
Gisèle Ory ist Direktorin von Pro Infirmis Neuchâtel. Sie lebt in La Chaux-de-Fonds und hat drei Kinder.